# Waterland Mundo Marino
El Waterland Mundo Marino es el nombre que recibe un parque de atracciones de propiedad privada que consiste en un zoológico y acuario en la localidad de Pampatar, parte del estado Nueva Esparta en la isla de Margarita al noreste del país suramericano de Venezuela.
En lugar es posible nadar con animales marinos como delfines o las focas. Posee además lobos marinos y aves exóticas. Fue establecido en el año 1997.
Es una de las instituciones que por albergar animales en el país está bajo la supervisión de la Fundación Nacional de Parques Zoológicos y Acuarios de Venezuela (FUNPZA) bajo el código ZO-AC-V016.